# CamStudio
CamStudio est un logiciel libre de capture vidéo d'écran sous licence GNU GPL conçu pour capturer des sources visuelles de l'ordinateur, ce qui revient en quelque sorte à « filmer » ce que l'utilisateur voit à l'écran. 
Il offre la possibilité d'enregistrer une bande son à partir d'un haut-parleur ou d'un micro.

## Sources
- (en) Cet article est partiellement ou en totalité issu de l’article de Wikipédia en anglais intitulé « CamStudio » (voir la liste des auteurs).